# Redistribució de la riquesa
|  | No s'ha de confondre amb Distribució de la riquesa. |

La redistribució de la riquesa, o redistribució de recursos, és un conjunt de transferències econòmiques entre els actors econòmics del país (empreses i ciutadans) organitzades per les autoritats polítiques per a assolir els seus objectius. Aquests poden ser de diferents tipus, com ara:
- reducció (o manteniment i amplificació) de l'estratificació social
- justícia social, per tal de reduir les diferències de riquesa entre individus
- cohesió social i pau social
- solidaritat imposada, per tal de finançar les transferències de les prestacions socials
- lluita contra la pobresa
- política natalista
- desenvolupament econòmic (des d'una perspectiva keynesiana)

Aquestes mesures sovint són de tipus fiscal i social (gravàmens obligatoris d'una banda i prestacions socials, desgravació i subvencions de l'altra). Existeixen també polítiques de redistribució de la riquesa entre estats, notablement mitjançant l'ajuda al desenvolupament.

## Forma i abast
Aquesta redistribució pot fer-se mitjançant mesures monetàries (impost sobre el patrimoni, impost de societats, imposició del capital) que permeten el pagament o anivellament de les prestacions socials (malaltia, pensions, renda bàsica), o en espècie: expropiacions (principalment en societats antigues o en casos particulars com ara certes redistribucions de la terra actuals), nacionalitzacions (expropiació per l'Estat i pagament d'una indemnització inferior al valor real del bé).
La redistribució entre classes socials també es fa mitjançant l'impost de successions.
La redistribució és més significativa als estats del benestar (però no tots) que als països més liberals.

## Crítiques
Hi ha més o menys un consens que cal dur a terme redistribució, encara que només sigui, per als més liberals, per a garantir un mínim d'igualtat d'oportunitats a l'inici de la vida. Tanmateix l'abast i els mètodes òptims d'aquesta redistribució continuen sent objecte de debat.
La crítica econòmica subratlla el risc de «reduir la mida del pastís» si es negligeixen els interessos dels qui produeixen la riquesa a causa d'una redistribució massa forta o tipus impositius que empenyen a l'expatriació fiscal certs actors econòmics (persones físiques o empreses).
Se cita igualment el risc de desenvolupar l'assistencialisme o trampes de pobresa.
Encara més radicalment, l'anàlisi malthusiana sosté que l'estat social depèn de lleis profundes que vinculin el creixement dels recursos al de la població i que una política de redistribució que de facto contribueixi al creixement de la població portarà més problemes que beneficis.